# Макиони (Авелино)
Макиони је насеље у Италији у округу Авелино, региону Кампанија.
Према процени из 2011. у насељу је живело 33 становника. Насеље се налази на надморској висини од 181 м.